# Tanypus fraterculus
Tanypus fraterculus är en tvåvingeart som först beskrevs av Lynch Arribalzaga 1893.  Tanypus fraterculus ingår i släktet Tanypus och familjen fjädermyggor. Inga underarter finns listade i Catalogue of Life.